# Magnieu (comuna delegada)
Magnieu era una comuna francesa que estaba situada en el departamento de Ain, de la región de Auvernia-Ródano-Alpes, que el 1 de enero de 2019 pasó a formar parte de la comuna nueva de Magnieu como comuna delegada.

## Historia
Entre 1790 y 1794 absorbe la comuna de Billieu.

## Demografía
| Gráfica de evolución demográfica de Magnieu entre 1800 y 2015 |
|                                                               |

Los datos demográficos contemplados en este gráfico de la comuna de Magnieu se han cogido de 1800 a 1999 de la página francesa EHESS/Cassini, y los demás datos de la página del INSEE.